# Amable Jourdain
Amable Louis Marie Michel Bréchillet Jourdain, né à Paris le 25 janvier 1788 et mort le 19 février 1818, est un historien et orientaliste français, élève de Louis-Mathieu Langlès et d'Antoine-Isaac Silvestre de Sacy, spécialiste de la Perse antique et de la transmission latine d'Aristote.

## Œuvre
Ses ouvrages les plus importants sont La Perse ou Tableau de gouvernement, de la religion et de la littérature de cet Empire, paru en 1814, et Recherches critiques sur l'âge et l'origine des traductions latines d'Aristote, et sur des commentaires grecs ou arabes employés par les docteurs scholastiques, paru post mortem en 1819 et réédité en 1843.
Dans ce second ouvrage, partant d'une série de questions posées par l'Académie des inscriptions et belles-lettres sur l'influence exercée par les philosophes arabes sur la scolastique occidentale, Jourdain s'efforce de répondre rigoureusement par l'examen des textes et manuscrits conservés aux trois questions suivantes : « Devons-nous aux Arabes la connaissance première de quelques ouvrages des anciens philosophes grecs et d'Aristote en particulier ? À quelle époque, et par quelles voies, cette communication a-t-elle eu lieu pour la première fois ? A-t-elle apporté quelque modification à la philosophie scolastique ? ». En effet, depuis le XVIIIe siècle, des opinions très différentes, non étayées par un examen approfondi selon Jourdain, s'exprimaient sur l'introduction des textes d'Aristote dans l'Occident chrétien médiéval, sa date et son origine byzantine ou arabe : d'un côté, par exemple, l'Italien Ludovico Antonio Muratori avait défendu l'idée d'une filière précocement et exclusivement byzantine (« Non ergo ex Arabum penu [...], sed e Græcia »), tandis que l'Espagnol d'origine libanaise Miguel Casiri soutenait que les traductions directes du grec avaient été très tardives (« [...] adeo ut hac Arabica versione latine reddita, priusquam Aristoteles Græcus repertus esset, divus Thomas ceterique scholastici usi fuerint »). 
Les conclusions de l'enquête de Jourdain sont les suivantes : jusqu'au début du XIIIe siècle, les textes d'Aristote (en dehors de la Logica vetus, c'est-à-dire de la traduction de trois ou quatre traités de logique par Boèce) n'étaient ni répandus ni utilisés dans l'Occident chrétien, pas plus que ceux des philosophes aristotéliciens arabes (Avicenne, Averroès...) ; en 1274 (année de la mort de Thomas d'Aquin), toute l'œuvre d'Aristote était connue et utilisée dans les universités de Paris, d'Oxford, etc. ; elle s'y introduisit massivement à partir des années 1220-25, et par les deux voies arabe et byzantine (selon les textes) ; les traductions faites directement du grec remplacèrent progressivement, à mesure qu'elles furent disponibles, celles qui étaient passées par l'intermédiaire de l'arabe. S'agissant de l'influence de l'aristotélisme arabe sur la scolastique chrétienne occidentale, il en conclut qu'elle fut de l'ordre de l'exemple donné et de l'émulation créée, poussant ensuite les Latins à aller rechercher systématiquement la version originale des textes.
L'un des apports du livre de Jourdain fut d'introduire l'expression « collège des traducteurs de Tolède » qui fit ensuite florès pour désigner les traductions de l'arabe au latin effectuées en Espagne au milieu du XIIe siècle. Cependant cette expression, par son caractère trop formel, ne convient plus guère aux historiens récents. 
Ce fut l'œuvre de Jourdain de recenser les textes et commentaires latins employés par les scolastiques et de déterminer de quelles sources (arabe ou directement grecque) ils étaient issus. Il remporta en 1817 le prix de l'Académie royale des inscriptions et belles-lettres.
Jourdain était membre de l'institut et secrétaire-adjoint de l'école royale des langues orientales (poste créé pour lui).

## Vie privée
Il est le fils du dentiste Anselme-Louis-Bernard Bréchillet Jourdain (1734-1816), il est l'époux de Marie-Philotime Rougeot (1795-1862), laquelle est inhumée au cimetière Montmartre, dans la tombe aussi, le père de Marie-Philotime Rougeot, Antoine Rougeot (1762-1841), ancien chirurgien de première classe des hôpitaux militaires, médecin de bienfaisance du cinquième arrondissement de Paris, Charles Bréchillet-Jourdain, (1817-1886), fils d'Amable Jourdain et de Philotime Rougeot, membre de l'Institut, philosophe et littérateur, inspecteur général pour l'enseignement supérieur, secrétaire général du ministère de l’Instruction publique (ministre Félix Esquirou de Parieu), il était l'époux d'Élisabeth Meunier, (1825-1868), qui repose aussi dans la tombe, la tombe est dans la 21e division, avenue Cordier.

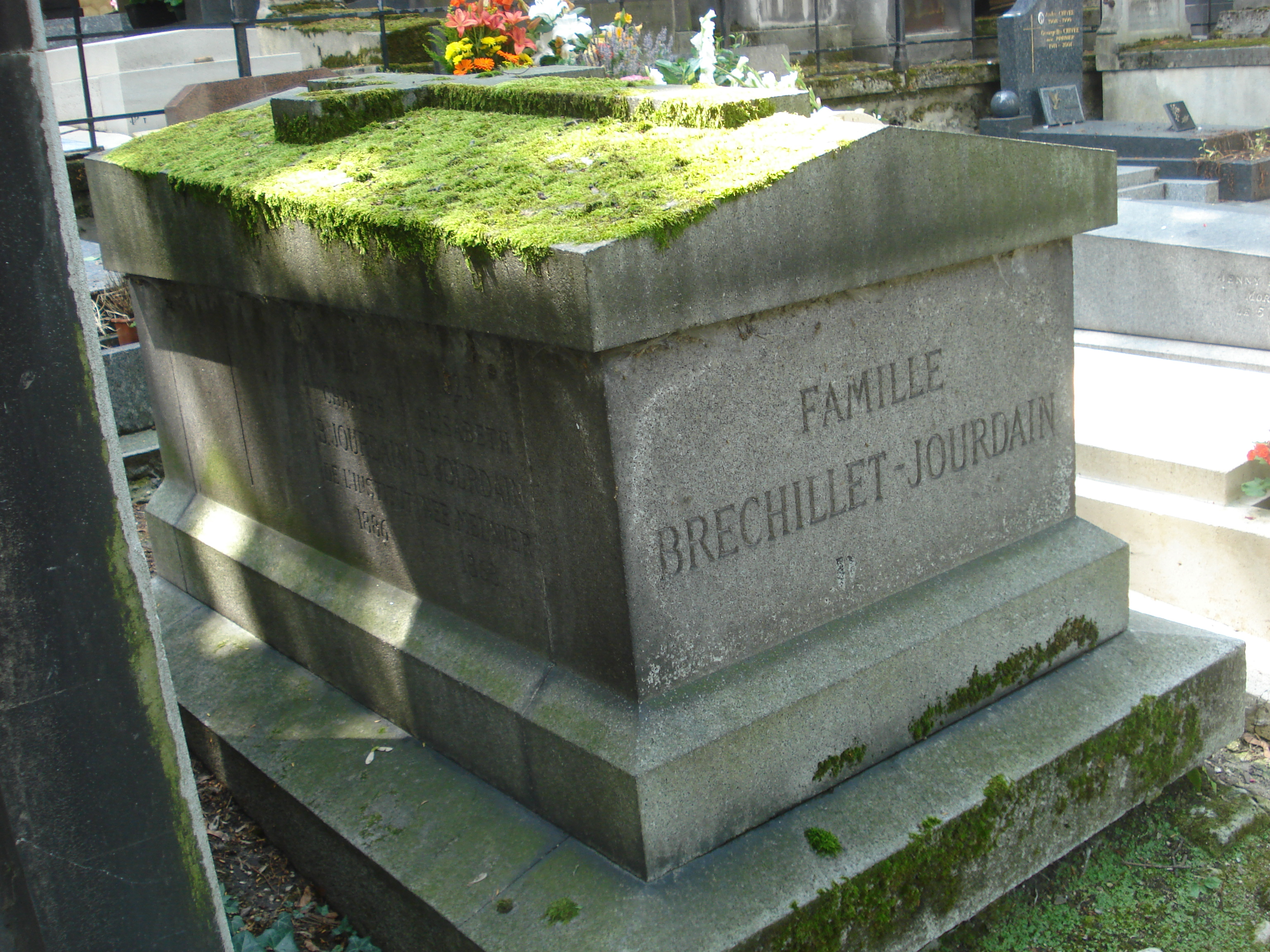
Sépulture de Chales BRECHILLET JOURDAIN Cimetière Montmartre

## Publications
- 1810. Mémoire sur l'observatoire de Méragah et sur quelques instrumens employés pour y observer
- 1812. Notice de l'histoire universelle de Mirkhond, intitulée "le Jardin de la pureté"
- 1813. Le jardin de la pureté, contenant l'histoire des prophètes, des rois et des Khalifes, par Mohammed, fels de Khavendschah, connu sous le nom de Mirkhond
- 1814. Lettre à M. Michaud sur une singulière croisade d'enfants
- 1814. La Perse, ou Tableau de l'histoire du gouvernement, de la religion, de la littérature, etc., de cet Empire, en cinq volumes
- 1819. Recherches critiques sur l'âge et l'origine des traductions latines d'Aristote, et sur des commentaires grecs ou arabes employés par les docteurs scholastiques (couronné par l'académie royale des inscriptions et belles-lettres), traduit en allemand en 1831
- ????. Notice historique sur Aboul-Féda et ses ouvrages
- 1843. Recherches critiques sur l'́âge et l'origine des traductions latines d'́Aristole, et sur des commentaires grecs ou arabes employés par les docteurs scholastiques, version corrigée par Charles Marie Gabriel Bréchillet Jourdain (1817-1886), son fils
- 1860. De l'origine des traditions sur le christianisme de Boèce